# Great Eastern Main Line
Great Eastern Main Line – jedna z głównych linii kolejowych Wielkiej Brytanii, we wschodniej Anglii, prowadząca z centralnego Londynu (Liverpool Street Station) do miasta Norwich (stacja Norwich). Linia przebiega przez region Wielkiego Londynu oraz hrabstwa Essex, Suffolk i Norfolk. Głównymi miastami na trasie linii są Chelmsford, Colchester oraz Ipswich. Liczne odnogi prowadzą m.in. do Southend-on-Sea, Braintree, Clacton-on-Sea, Harwich, Felixstowe, Lowestoft i Great Yarmouth.
Great Eastern Main Line wykorzystywana jest głównie przez połączenia pasażerskie, choć znaczący jest także odbywający się za jej pośrednictwem transport towarowy pomiędzy portami w Felixstowe i Harwich a resztą kraju. Przewozy pasażerskie na linii obsługiwane są przez spółkę Greater Anglia.
Linia jest w całości zelektryfikowana, podobnie jak część jej odnóg, i ma rozstaw normalnotorowy (1435 mm).